# 第41回NHK紅白歌合戦
『第41回NHK紅白歌合戦』（だいよんじゅういっかいエヌエイチケイこうはくうたがっせん）は、1990年（平成2年）12月31日にNHKホールで行われた通算41回目のNHK紅白歌合戦である。19時20分 - 20時55分および21時から23時45分にNHKで生放送された。テーマは「21世紀に伝える日本の歌・世界の歌」。

## 概要
- 前回から2部構成（昭和編・平成編）になっていたが、この時は採点の対象は第2部だけだった。今回から第1部も採点の対象となった。その影響で、この年から放送時間の前半が『日本レコード大賞』とバッティングするようになり、歌手の奪い合いや掛け持ちによる大移動などの問題が生じた。『日本レコード大賞』を中継するTBSはこの年も紅白が『レコード大賞』の裏番組となることに大慌てとなったという。TBSの制作部長は、「過去何十年かこういう形でやってきて、大衆の皆さんが納得してきたわけですからね。昨年は平成スタートと、紅白40回の記念イヤーでしたから目を瞑りましたが、まさか今年もとは思っていませんでしたよ。民放同士ならともかく、公共の電波であるNHKが視聴率稼ぎの方向に走ってはね」とNHKに苦言を呈している。長時間紅白の定着により毎回視聴率30%を誇っていた『レコード大賞』は視聴率を低下させていくこととなり、後の2006年での大晦日撤退（12月30日開催へ移行）に繋がる（『レコード大賞』は紅白対策でこの年より「歌謡曲・演歌部門」「ポップス・ロック部門」の2部門、即ち2組のグランプリを輩出させる形に変更するなど、工夫を凝らすようになる）[2]。
- 両組司会については、紅組司会には2年連続で三田佳子（「好きな俳優・タレント」で2年連続1位を獲得したことが続投の決め手となった。）、白組司会にはこの年の大河ドラマ『翔ぶが如く』の主演・西田敏行（出場歌手兼任。前回は審査員）がそれぞれ起用された[3]。
- その年の『大河ドラマ』の主演者が紅白の司会に起用されるケースは史上初である[4]。これまで、応援・出場歌手・審査員として出演歴のあった西田も、今回の白組司会担当を持って史上初の「グランドスラム」を達成している。
- 司会発表前に『週刊女性』（1990年12月4日号、210頁）が「紅組司会は三田、白組司会は加山雄三か堺正章」と両軍司会の人選予想を行っていた。なお、堺は翌年の第42回で西田に替わって白組司会を初担当している。
- 両軍トップバッターはDREAMS COME TRUE (以下ドリカム) (先行）・光GENJIが担当した。なお、トップバッターが両軍共にグループというケースは史上初であった。ドリカムは、バンド且つ紅組出場のグループ・男女混成グループで、史上初のトップバッター担当となった。同じくドリカムは初の先行トップバッターを担当したグループとなった。
- この年、NHKホールにも常時使用可能なハイビジョンカメラ・設備が導入された事から、前回、第2部で初めて行われたハイビジョン試験放送を第1部にも拡大。BS2では16:9レターボックスサイズで、ハイビジョン試験放送ではハイビジョンで放送された。これ以降、1990年代の紅白は標準画質版とハイビジョン版の2種類が保管される様になった。
- 中継で歌う演出が初めて行われ、長渕剛がベルリンから中継で3曲歌った。この時の歌唱時間15分以上[5]（17分とも）は、紅白史上最長であった。この時、長渕は歌唱前に「こちらに来ましたら現場仕切ってるのみんなドイツ人でしてね。共に戦ってくれる日本人なんて一人もいませんよ。今の日本人、タコばっかりですわ」とスタッフに対する非難を口にした[5]。しかし、長渕が中継先で歌う演出はNHKホールの観客や他の出場歌手にも不評を買い、翌年の第42回以降は全出場歌手がNHKホールで歌う形に戻っている。その後、中継先で歌う演出は12年後の第53回（2002年）まで行わなかった。
- 宮沢りえに至っても当日、会場入りしながらも「制約の有るNHKホールのステージでは歌いたくない」との理由で、宮沢本人歌唱の際は屋上に作られた特設セット（バスタブの中に入っていた）から、ストーリー仕立ての中継となった（第55回（2004年）に初出場した氣志團がこの演出をオマージュ）。そのためNHKホールの会場や、視聴者の中にも「紅白らしいライブ感が無い」と不満の声はかなり多かった。なお、宮沢の紅白出場は今回のみとなっている。
- 一方、アメリカのシンガーソングライターシンディ・ローパーは当番組に出演するためだけに来日。当日NHKホールのステージには駕籠に乗って登場、和服をアレンジした衣装を身にまとい、ヒット曲「涙のオールナイト・ドライヴ - I Drove All Night」を歌唱した。
- 上述のように、話題のアーティストに対して多くの演奏時間が用意された反面、番組進行は本格的に放送時間を拡大した初めての年であるにもかかわらず、司会の曲紹介や応援ゲストの出演時間の割愛・短縮、また本編の歌手の歌の時間も本来2コーラス披露する予定となっていたものを、1コーラス半に短縮せざるをえなくなるなど、相当に慌しいものとなってしまった。特に植木等の「スーダラ伝説」は、フルコーラスの10分41秒から4分50秒にまで短縮させられた[5]。このことから、常連の紅白出場歌手や関係者の多くからも「衛星中継の多用」や「演奏時間の不均衡」につき少なからず不満・批判が主張され、特に上記の長渕の歌唱に関しては、多くの常連出場歌手との間で「遺恨」を残す結果となってしまった。（長渕はその後、第54回（2003年）にて13年ぶりに出場を果たし、この時は今回の反省から会場出演で1曲のみ、しかも森進一の応援演奏・コーラスを率先して行うなど一転して「紳士的」とも言える対応を見せ、この時の遺恨はある程度解消される格好となった。）
- 西田が歌手として出演する際の代理の曲紹介は三田が行い、三田に寄り添いながら西田が「もしもピアノが弾けたなら」を歌唱した。
- 本紅白に出場した和田アキ子（紅組司会経験者且つ三田の前任者）は裏番組『第32回日本レコード大賞』の司会も務めた。和田は、史上初の紅白出場歌手と裏番組司会の兼任となった。なお『日本レコード大賞』終了後、NHKホールに駆け付けた。NHK内部で裏番組の司会に就任した和田を落選させるべきとの声も上がったという[3]。
- 前回のステージで歌手活動再開（同日のみの復帰と発表していたが、この年歌手活動を完全再開）を果たした都はるみが「千年の古都」で紅組トリを務めた。紅組トリ担当は引退ステージとした第35回（1984年）以来となった。
- 白組トリおよび大トリは森の「おふくろさん」だった。なお、森の白組トリ担当は今回が最後となった。
- 結果は12-5で優勝は白組（客席・家族審査紅0-6白、特別審査員紅5-6白）。
- 様々な試みが功を奏して、第2部の視聴率が関東地区では51.5%を記録した。以後、1990年代は50%台を維持するようになる。
- ビデオリサーチ調べ、関東地区における瞬間最高視聴率は56.6%、歌手別では植木・都出演時に記録された55.6%が最高となった[6]。
- 三田と松平の連続司会は今回までとなったが、前者は第43回（1993年）で審査員、後者は第49回（1998年）でゲスト出演している。
- 西田の白組司会担当は今回1度限りだが、その後も幾度か白組司会の候補に挙がったことがあるとされる。

## 司会者
- 紅組司会：三田佳子
- 白組司会：西田敏行（この年の大河ドラマ『翔ぶが如く』の主人公・西郷隆盛役）
- 総合司会：松平定知（東京アナウンス室）
- ラジオ中継：金子辰雄

## 演奏
- 三原綱木とザ・ニューブリード・東京放送管弦楽団（指揮 三原綱木）

## 審査員
- 山本陽子（女優）：この年下期の連続テレビ小説『京、ふたり』の能田妙子役。
- 中村鴈治郎[7]（歌舞伎俳優）：この年三代目・中村鴈治郎を襲名。
- 諏訪内晶子（ヴァイオリニスト）：この年の第9回チャイコフスキー国際コンクールヴァイオリン部門で史上最年少且つ日本人初の第1位を獲得。
- 野田秀樹（俳優・劇団『夢の遊眠社』主宰）：この年のエディンバラ国際芸術祭に参加し『半神』を上演。
- コシノジュンコ（ファッションデザイナー）：この年のオペラ『天国と地獄』など多くの舞台のコスチュームを手掛ける。
- 渡辺久信（西武ライオンズ投手）：この年ライオンズを日本一に導き、18勝（10敗）で最多勝利（自身3度目）、ゴールデングラブ賞にも輝いた。
- 森口祐子（プロゴルファー）：この年の女子プロゴルフ界を盛り上げた立役者の一人。
- 松岡修造（プロテニスプレーヤー）：前年のATPツアートーナメント・ハイネケン・オープン男子ダブルスで優勝。
- 沢口靖子（女優）：翌年の大河ドラマ『太平記』の赤橋登子役。
- 真田広之（俳優）：同じく『太平記』の主人公・足利尊氏役。
- 沖清司･NHK番組制作局長
- 客席審査員9名
- 家族審査員（全国200家族）

## 大会委員長
- 小山森也･NHK放送総局長

## 出場歌手
紅組、      白組、      企画、      初出場、      返り咲き。
| 曲順 | 組   | 歌手名                 | 回 | 曲目                                     |
| ---- | ---- | ---------------------- | -- | ---------------------------------------- |
| 1    | 紅   | DREAMS COME TRUE       | 初 | 笑顔の行方                               |
| 2    | 白   | 光GENJI                | 3  | CO CO RO                                 |
| 3    | 紅   | 中山美穂               | 3  | 愛してるっていわない!                    |
| 4    | 白   | 吉田栄作               | 初 | 心の旅                                   |
| 5    | 紅   | 荻野目洋子             | 4  | ギャラリー                               |
| 6    | 白   | 少年隊                 | 5  | FUNKY FLUSHIN'                           |
| 7    | 紅   | 工藤静香               | 3  | くちびるから媚薬                         |
| 8    | 白   | チェッカーズ           | 7  | 夜明けのブレス                           |
| 企画 | 企画 |                        |    | サンブラジル・ショーのサンバ             |
| 9    | 紅   | 内藤やす子             | 2  | KOKU－HAKU Vol.I                         |
| 10   | 白   | ガリー・バレンシアーノ | 初 | I Know What You Want                     |
| 11   | 紅   | 瀬川瑛子               | 3  | 人生晴れたり曇ったり                     |
| 12   | 白   | 新沼謙治               | 13 | 渋谷ものがたり                           |
| 13   | 紅   | 佐藤しのぶ             | 4  | 『ウエストサイド物語』から「トゥナイト」 |
| 14   | 白   | 久保田利伸             | 初 | FOREVER YOURS                            |
| 14   | 白   | アリスン・ウイリアムズ | 初 | FOREVER YOURS                            |
| 企画 | 企画 |                        |    | ティム・コールのイリュージョン           |
| 15   | 紅   | オユンナ               | 初 | 天の子守歌                               |
| 16   | 白   | 尾崎紀世彦             | 3  | また逢う日まで                           |
| 17   | 紅   | シンディ・ローパー     | 初 | I Drove All Night                        |
| 18   | 白   | 長渕剛                 | 初 | 親知らず、いつかの少年、乾杯             |

| 曲順 | 組 | 歌手名                     | 回 | 曲目                       |
| ---- | -- | -------------------------- | -- | -------------------------- |
| 19   | 紅 | 宮沢りえ                   | 初 | Game                       |
| 20   | 白 | 忍者                       | 初 | お祭り忍者                 |
| 21   | 紅 | ピンク・レディー           | 3  | ピンク・レディー・メドレー |
| 22   | 白 | たま                       | 初 | さよなら人類               |
| 23   | 紅 | B.B.クィーンズ             | 初 | おどるポンポコリン         |
| 24   | 白 | 植木等                     | 5  | スーダラ伝説               |
| 25   | 白 | 郷ひろみ                   | 14 | Wブッキング                |
| 26   | 紅 | EVE                        | 初 | イマジン                   |
| 27   | 白 | 西田敏行                   | 3  | もしもピアノが弾けたなら   |
| 28   | 紅 | 青江三奈                   | 18 | 恍惚のブルース             |
| 29   | 白 | アレキサンドル・グラツキー | 初 | ソング                     |
| 30   | 紅 | 福士りつ                   | 初 | 津軽あいや節               |
| 31   | 白 | 堀内孝雄                   | 3  | 恋唄綴り                   |
| 32   | 紅 | 大津美子                   | 7  | ここに幸あり               |
| 33   | 白 | 橋幸夫                     | 18 | いつでも夢を               |
| 34   | 紅 | マルシア                   | 初 | ふりむけばヨコハマ         |
| 35   | 白 | チョー・ヨンピル           | 4  | 釜山港へ帰れ               |
| 36   | 紅 | 加藤登紀子                 | 3  | 知床旅情                   |
| 37   | 白 | さだまさし                 | 3  | 風に立つライオン           |
| 38   | 紅 | 小林幸子                   | 12 | 天命燃ゆ                   |
| 39   | 紅 | 鮫島有美子                 | 初 | ぼだい樹                   |
| 40   | 白 | ポール・サイモン           | 初 | 明日に架ける橋             |
| 41   | 紅 | 川中美幸                   | 8  | ぐい呑み酒                 |
| 42   | 白 | 吉幾三                     | 5  | 酔歌                       |
| 43   | 紅 | 松原のぶえ                 | 5  | 蛍                         |
| 44   | 白 | 細川たかし                 | 16 | うかれ節                   |
| 45   | 紅 | 伍代夏子                   | 初 | 忍ぶ雨                     |
| 46   | 白 | G-クレフ                   | 初 | WE ARE G-CLEF              |
| 47   | 紅 | 八代亜紀                   | 17 | 花束(ブーケ)               |
| 48   | 白 | 布施明                     | 16 | シクラメンのかほり         |
| 49   | 紅 | 坂本冬美                   | 3  | 能登はいらんかいね         |
| 50   | 白 | 鳥羽一郎                   | 4  | 演歌船                     |
| 51   | 紅 | ケー・ウンスク             | 3  | 真夜中のシャワー           |
| 52   | 白 | 五木ひろし                 | 20 | 心                         |
| 53   | 紅 | 和田アキ子                 | 14 | 抱かれ上手                 |
| 54   | 白 | 北島三郎                   | 27 | 山                         |
| 55   | 紅 | 石川さゆり                 | 13 | うたかた                   |
| 56   | 白 | 谷村新司                   | 4  | いい日旅立ち               |
| 57   | 紅 | 都はるみ                   | 22 | 千年の古都                 |
| 58   | 白 | 森進一                     | 23 | おふくろさん               |

### 選考を巡って
- この年は、「今年の歌」「21世紀に伝える歌」「大晦日に相応しい熱唱」という観点が出場者・曲目決定にあたって重要な基準とされた[18]（このうち「21世紀に伝える歌」に関しては前年の第1部における「昭和の紅白」をイメージした番組構成が高い評価を得たことによるものである）。それに伴い、往年の紅白を賑わせた歌手が数多くカムバックした。
  - 青江三奈は、この年12月2日に亡くなった「恍惚のブルース」の作曲家でもある浜口庫之助を偲ぶ形式で第34回（1983年（昭和58年））以来7年ぶりに復帰した。しかし、その後は青江が2000年（平成12年）7月2日に亡くなる（享年59）まで紅白出場は果たせず、今回が青江の生涯最後の紅白出場となった。
  - 尾崎紀世彦も第23回（1972年（昭和47年））以来18年ぶりに復帰した。代表曲「また逢う日まで」を歌唱したが、これが尾崎の生涯最後の紅白出演となり、2012年（平成24年）5月30日に69歳で死去した。
  - 植木等が歌手としては第18回（1967年（昭和42年））以来、23年ぶりに紅白に登場（2007年3月27日死去、享年80。最後の出場でもある。ただし植木は第44回（1993年（平成5年））に審査員として出演している）。この年の末に発表した「スーダラ伝説」（植木のソロ名義で発売されたものを含む、クレージーキャッツの代表的なヒット曲をつなぎ合わせたヒットメドレー的な楽曲）を白組出場メンバー総出の応援の下で熱唱。この時のパワフルなパフォーマンスがきっかけとなり、翌年にかけて若年層を中心に植木等の歌手・タレントとしての功績の再評価がなされることとなった。
  - 大津美子がクモ膜下出血の難病を見事に克服し、第13回（1962年（昭和37年））以来28年ぶりにカムバック出場。自身最大の代表作でありながら、これまで紅白では一度も披露されていなかった「ここに幸あり」を歌唱した。
  - 第45回（1994年（平成6年））を除き第58回（2007年（平成19年））まで連続出場したさだまさしがカムバックしたのも今回から。演奏時間7分以上の大作「風に立つライオン」を披露した。
  - この他、郷ひろみや橋幸夫、布施明ら往年の紅白の常連組も久々に紅白に登場した。白組司会の西田も、歌手兼業で出場している。
- 今回の主な初出場者は上記の宮沢、長渕のほか、この年のオリコン年間シングルチャート1位でもある「おどるポンポコリン」を引っ下げて登場のB.B.クィーンズや久保田利伸、吉田栄作など、海外からはシンディ・ローパーやポール・サイモンなどの大物も含めて計19組となった。これは、紅白では翌年の第42回に次いで2番目に多い初出場歌手数であった。
- 「歌合戦」という冠でありながら、インストゥルメンタルバンドG-クレフも出場した（インストバンドとしては初）。
- 今回の出場者数、紅白各29組は第54回に各31組の出場者が選考されるまで紅白最多出場者数記録となっていた。しかし、当初の企画段階ではこれよりも更に2、3組の上積みを予定しており、その枠には海外の大物アーティストを起用する方針であったという。事実、12月6日に出場者の発表が行われた際にも、紅組29組、白組27組の出場歌手を先ず発表した上で、「今年は31組ずつの歌手を選ぶ方針で人選を進めているため、残りの数組についてはまた交渉がまとまり次第おって発表をする」という異例の声明が出されている。だが、当初出場を念頭に交渉に当たっていたビリー・ジョエルやジュリー・アンドリュースらからは「スケジュールが取れない」という理由で悉くオファーを固辞されてしまい[19]、結局は予定よりも2組少ない紅白各29組ずつとなり、残りの白組の2枠については、唯一、大物アーティストの中で出演OKの返事がきたポール・サイモンと、アメリカの黒人ソウルシンガー、アリスン・ウィリアムスとのセットで国内の歌手から久保田利伸を選出、そして両者をNHKホールではなく、アメリカからの衛星中継で出演させる形で決着が図られた。最終的に出場者が全決定したのは12月19日のことだった[20]。
- 特別ゲストとして、フランク・シナトラとの出演交渉を行ったが結局シナトラとの交渉は暗礁に乗り上げ、出演はならなかった[19][21]。
- 『週刊読売』によると、Winkは落選した[22]。松田聖子も自ら辞退宣言をしたが、実際はNHK自身オファーするつもりはなかったという[23]。近藤真彦も落選[23]。中森明菜は候補には入っていたものの辞退となった[23]。松任谷由実は出演拒否[23]。島倉千代子もオファーしたが、「卒業しました」と辞退している[23]。男闘呼組も、同じくジャニーズ事務所所属の忍者と入れ替わる形で不出場となった[23]。冠二郎は2年連続で次点となり落選[23]。なお、たまも辞退を考えていたが、レコード会社の人間から必死に止められたため出演している。

### その他
- 西田の次の出場は、第62回（2011年）まで待つこととなる[24]。

## ゲスト出演者
- 今いくよ・くるよ：少年隊と工藤静香の曲間およびB.B.クィーンズの曲中。
- 宮川大助・花子：同上。
- オール阪神・巨人：同上。
- 栗田貫一：瀬川瑛子の曲紹介。
- 森口博子：東京都渋谷区より中継およびB.B.クィーンズの曲後。
- ティム・コール（イリュージョニスト）：「ティム・コールのイリュージョン」
- 大竹まこと：B.B.クィーンズの曲中。
- 高田純次：同上。
- チャーリー浜：EVEの曲前。
- ジョージ・カール（パフォーマー）。西田敏行の曲前。
- 杉浦圭子（東京アナウンス室）：ブラジル・サンパウロ・オリンピア劇場より中継。
- チョウ・ヨンウン（BSキャスター）：。韓国・ソウル・ロッテワールドより中継。

### 演奏ゲスト
- 松本英彦：青江三奈のサックス伴奏。
- 羽田健太郎：西田敏行のピアノ伴奏。
- 藤山一郎：エンディング「蛍の光」で指揮担当。

## 関連番組
ハイビジョン実験放送「NHK紅白歌合戦」
1990年12月27日・12月28日・12月29日・12月30日 14:00 - 14:59
第36回（1985年）から第39回（1988年）までをハイビジョンで放送した。